# Красна Поляна (Великоберезниківський район)
Кра́сна Поля́на (рос. Красная Поляна, ерз. Красной Поляна веле) — селище у складі Беликоберезниківського району Мордовії, Росія. Входить до складу Паракінського сільського поселення.

## Населення
Населення — 3 особи (2010; 6 у 2002).
Національний склад (станом на 2002 рік):
- ерзяни — 83 %